# 프랑스 음반 협회
프랑스 음반 협회(Syndicat National de l'Édition Phonographique, SNEP)는 프랑스의 음반 산업 권익을 보호하는 단체이다. SNEP는 1922년 48개의 회사들이 모여 설립했다.
SNEP가 하는 업무는 방송, 공연 로열티 징수 및 배분, 작품 불법 복제, 저작권 침해 방지, 음반과 비디오 판매량 인증이 있다. 또 매 주 프랑스의 음반과 싱글 판매량을 정리하는 공식 차트를 내보내고 있다.

## 공식 차트
2002년 9월 이후 만들어진 공식 차트는 다음과 같다.
- 탑 100 최고 판매 싱글
- 탑 150 최고 판매 앨범
- 탑 40 최고 판매 컴필레이션
- 탑 40 최고 판매 앨범 및 컴필레이션